# Andalusiër (paard)

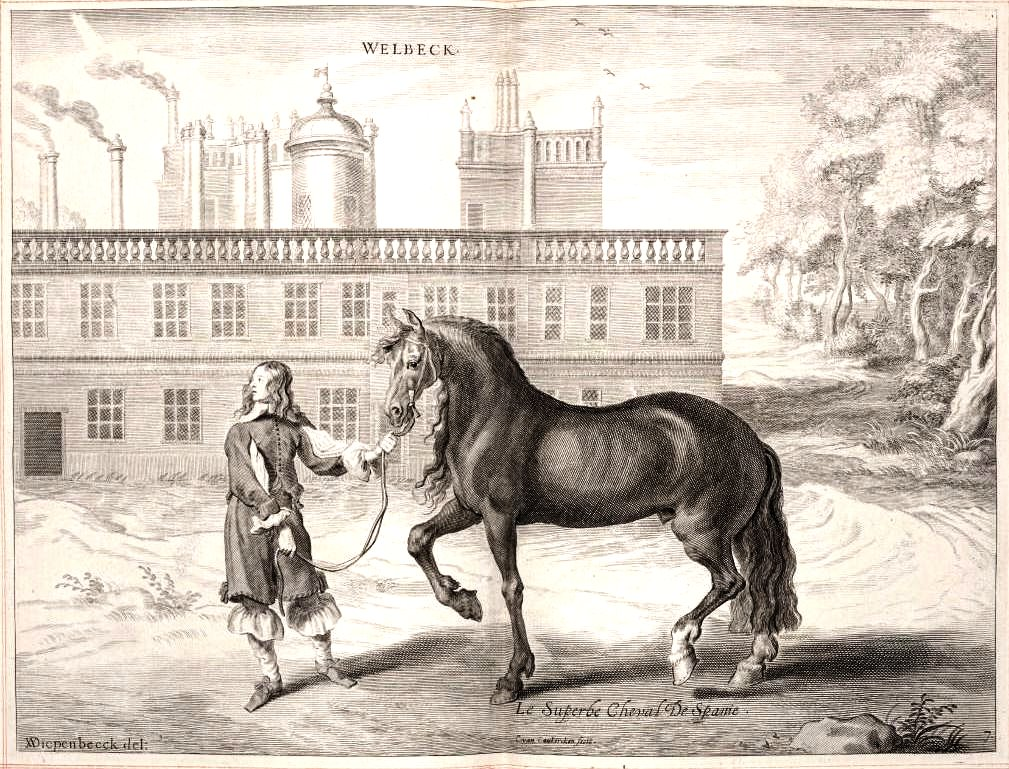
Een Iberisch paard in de renaissance

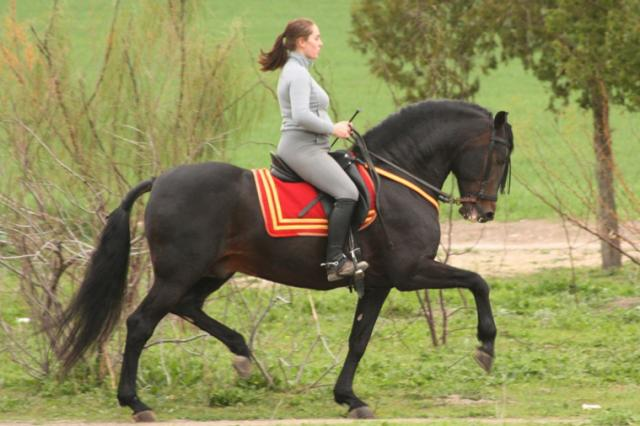
Een andalusiër onder het zadel

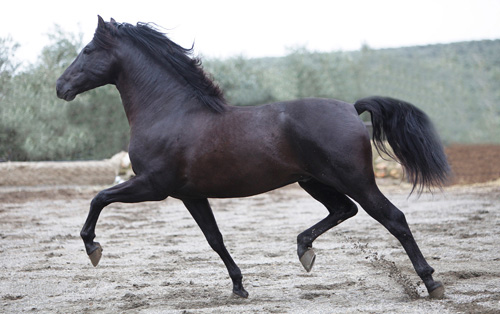
Een dravende andalusiër

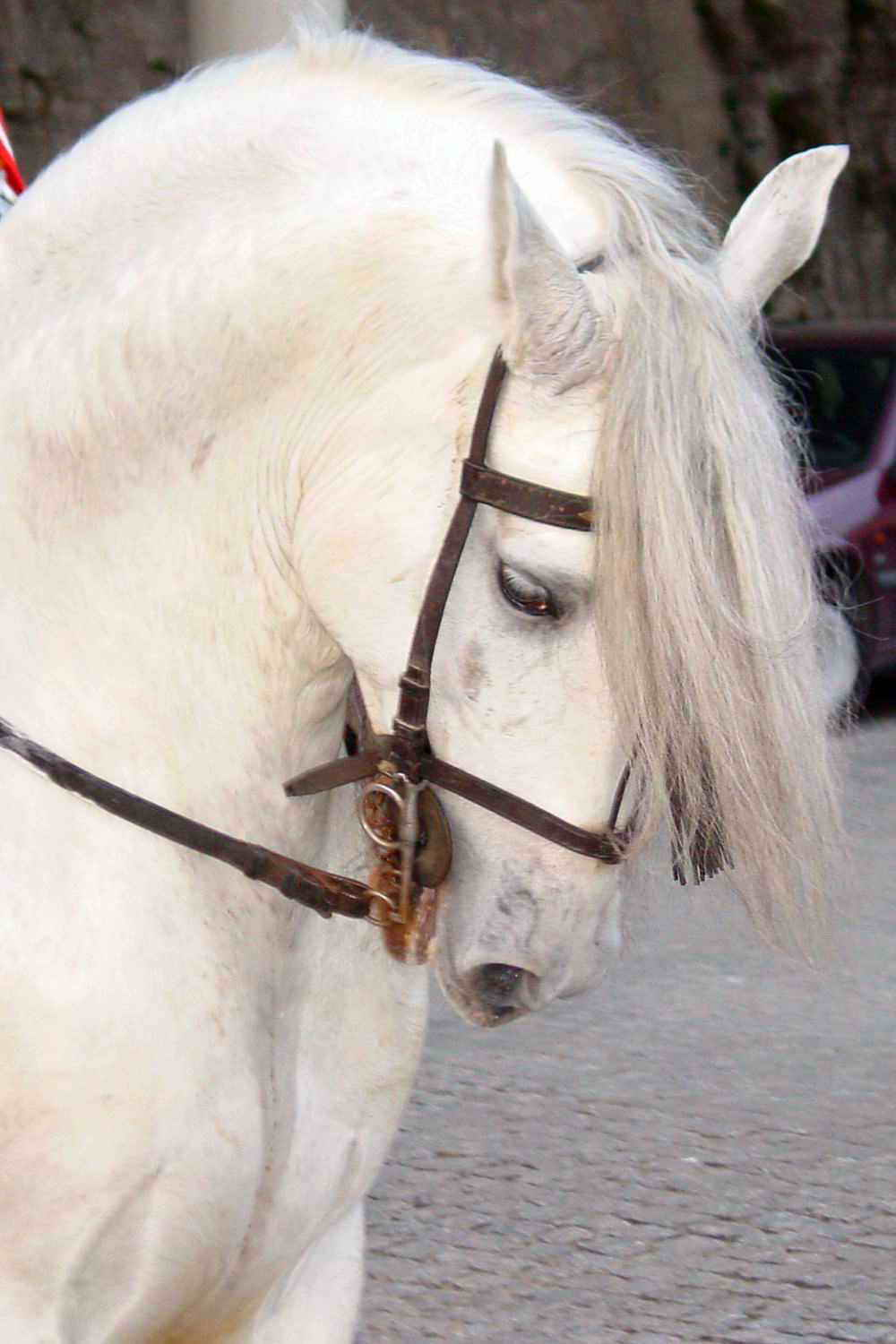
Hoofd van een schimmel

De andalusiër is een eeuwenoud paardenras afkomstig uit de streek rond Sevilla in Andalusië. Dit Spaanse ras vertoont sterke genetische overeenkomst met het Portugese paardenras de Lusitano en is in de loop der eeuwen van grote invloed geweest op verschillende paardenrassen elders in Europa. Het paard is door zijn barokke uiterlijk populair voor paardenshows en andere hippische evenementen.

## Stamboek
Er bestaan wereldwijd meerdere, hier en daar ook concurrerende, stamboeken die zich bezighouden met de registratie van andalusiërs ofwel Spaanse paarden. In Spanje bestaat sinds 1967 een officieel, door de overheid erkend, stamboek dat zegt het 'zuivere Spaanse ras' (Spaans: 'Pura Raza Española' of 'PRE') te vertegenwoordigen. Deze fokorganisatie heet de Asociación Nacional de Criadores de Caballos de Pura Raza Española (ANCCE). Het is een geprivatiseerd stamboek dat in feite niet meer van 'de andalusiër' wil spreken. Wel claimt het de meest zuivere Spaanse bloedlijnen te vertegenwoordigen. Dit stamboek wordt onder andere erkend door fokkers in Amerika maar de rechtmatigheid van haar monopolisme wordt tot op Europees niveau aangevochten door andere binnenlandse stamboeken. Ook bestaan er elders, zoals in Australië, eigen stamboeken van andalusiërs, lusitano's en kruisingsproducten.
Over de oorsprong van de originele andalusiër bestaan verschillende theorieën. De eerste is dat de andalusiër veel bloed van de Arabische volbloed zou bezitten. In het PRE komt echter relatief weinig Arabisch bloed voor. De tweede is dat het ras zijn oorsprong zou hebben gevonden in een Kartuizer abdij, waar het in de 15e eeuw zou zijn gefokt. Paarden uit deze, gedurende lange tijd zuiver gehouden, bloedlijnen worden door liefhebbers gezien als de meest pure andalusiërs.

## Geschiedenis
De geschiedenis van de Iberische paarden zou teruggaan op onder andere het primitieve sorraia-paard, dat nog in halfwilde kuddes voorkomt in Portugal, en welke veel kenmerken, zoals de wildkleur, gemeen heeft met het vermeende oerpaard de tarpan. Deze dieren waren al vóór de verovering door de Romeinen (206 v.Chr - ± 400 n.Chr.) in Spanje bekend getuige prehistorische rotstekeningen die in het Middellandse Zeegebied gevonden zijn.
Spanje werd na het jaar 711 n.Chr. langere tijd bezet door de Moren (Arabieren en Berbers), hetgeen van grote invloed was op de paardenfokkerij. Er werden in die tijd veel paarden uit het Nabije Oosten en Noord-Afrika naar Spanje toegebracht. De paarden in Noord-Afrika die in de achtste eeuw werden gebracht door de arabieren werden gefokt met andere rassen. Hieruit is het berberras ontstaan. De berberpaarden met Arabische voorouders (niet te verwarren met Arabische volbloeds) staan daardoor mede aan de oorsprong van het Spaanse paard zoals het nu bekend is.
De eerste registratie van Spaanse dekhengsten begon al in de dertiende eeuw door kartuizer monniken die belast werden met het beheer en de fokkerij. Zij waren de hengstenhouders en leverden luxe rijpaarden aan het Spaanse hof. De bereden hengsten van de cavalerie werden door de eeuwen heen meegevoerd tijdens Spaanse veldtochten in Europa en werden ook als diplomatieke geschenken uitgewisseld met het Franse en het Engelse hof, die de sportieve prestaties en de vriendelijke eigenschappen van deze paarden zeer wisten te waarderen. Ook het Habsburgse vorstenhuis, dat zowel Spanje als het huidige Duitsland regeerde, droeg bij aan de verspreiding van het genetische materiaal naar het noorden van Europa.
Door deze rijke geschiedenis, waarbij het ras ten dele ook als trekpaard voor zware kanonnen dienstdeed, raakte bloed van Spaanse paarden vermengd met tal van regionale rassen elders. Andere paardenrassen in Europa die zijn beïnvloed door dit ras zijn bijvoorbeeld het Friese paard, de lipizzaner, de alt-oldenburger en het Oost-Friese paard, de holsteiner, de napolitaner, de kladruber uit Tsjechië en zelfs de connemarapony uit het westen van Ierland. Vele Spaanse ontdekkingsreizigers namen hun paarden mee naar de Nieuwe Wereld en ook daar is invloed van de andalusiër tot op heden te herkennen in meerdere lokale rassen, waaronder de azteca.

## Uiterlijk
Dit edele ras, in klasse enkel overtroffen door de volbloed arabier, wordt gekenmerkt door haar lange, vaak zijdeachtige manen en een volle, laag ingeplante staart. De stokmaat ligt tussen de 1,55 en 1,74 meter. Door de lichaamsbouw - korte rug, korte, sterke hals en een goed gespierde achterhand - zijn deze paarden meestal gemakkelijk te 'verzamelen'. Dat is essentieel voor ieder paard om gedurende langere tijd, blessurevrij een ruiter te kunnen dragen. Verzameling houdt in dat het paard de achterbenen goed naar voren onder het zwaartepunt kan plaatsen. Hierdoor draagt het zijn eigen gewicht, evenals het gewicht van de ruiter, vooral met de krachtige achterbenen en zo min mogelijk met de voorbenen. PRE-paarden hebben een fijn, lang hoofd, een lichte ramsneus en het voorhoofd is eerder plat. Ze hebben ronde, zachte en intelligente ogen. De meest voorkomende kleur is schimmel, maar ook zwart, bruin, vos en crèmekleuren zoals valk, palomino en perlino komen voor. De schimmels worden witter naarmate zij ouder worden.
Dit type paard wordt vanwege zijn compacte bouw met haar fraai gebogen hals en lange manen een 'barokpaard' genoemd; tijdens de renaissance werd met dit soort paarden aan het Spaanse hof de klassieke rijkunst beoefend.

## Karakter
Het elegante PRE-paard is temperamentvol en moedig, en daarnaast zeer meegaand.
Het paard is bijzonder wendbaar en heeft een natuurlijk vertrouwen in zijn begeleider of berijder. Dit maakte hem een uitstekende bondgenoot in oorlogstijd, en de PRE bewijst vandaag de dag nog steeds zijn nut bij het stierengevecht. Het is een eerlijke, trotse en intelligente partner voor de mens, een paard dat graag werkt en snel leert. Dit paard vertoont zelden wangedrag in de stal.

## Gebruik
Het Spaanse paard wordt over de hele wereld gebruikt in onder andere het circus, de vrijheidsdressuur, de hogeschooldressuur en in gewone maneges. Door hun vloeiende gangen is het aangenaam om deze paarden te berijden. De indrukwekkende gangen zijn vol impuls.
In de top van de klassieke dressuur waardeert men deze paarden wellicht iets minder vanwege zijn hoge knieactie. De elegantie en wendbaarheid van deze paarden komt echter perfect tot uitdrukking bij het hogeschoolrijden zoals deze bijvoorbeeld in de Spaanse rijschool wordt beoefend. Hun moed en wendbaarheid komt deze paarden ook goed van pas bij gebruik tijdens het stierengevecht en het verzamelen en drijven van runderen.
In Spanje worden de volgende typisch Spaanse toepassingen van de rijkunst nog steeds beoefend:
- Doma Classica, klassieke dressuur
- Alta Escuela, hogeschool dressuur
- Doma Vaquera, rijstijl voor werk met vee

De paarden zijn ook gewilde acteurs voor bijrollen in historische-, fantasy- en spektakelfilms.

## Afbeeldingen

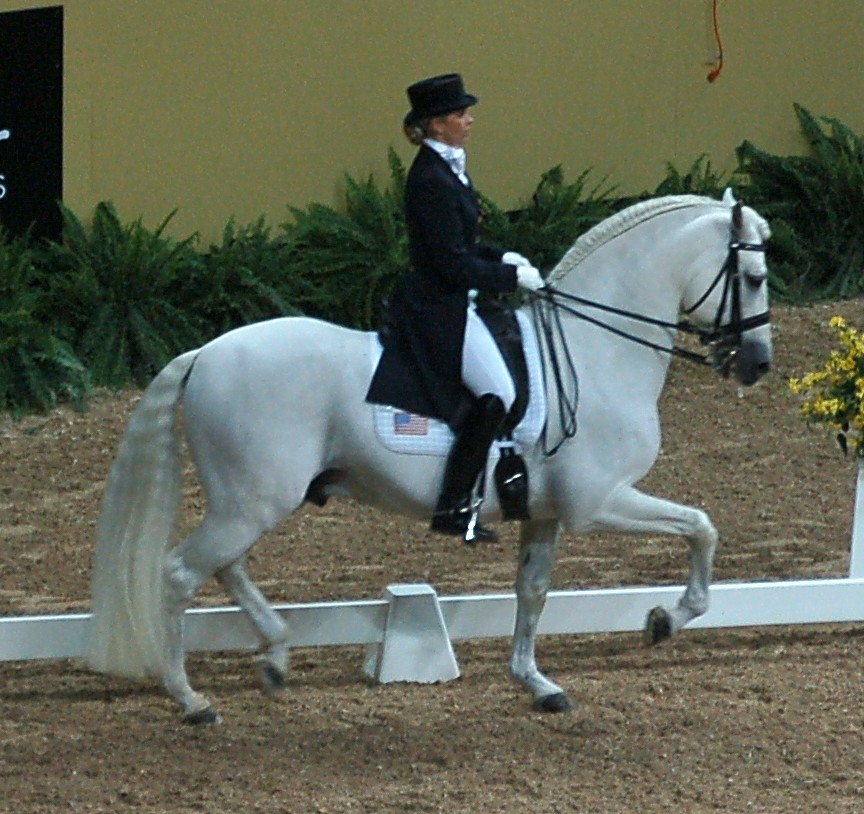
Topdressuur met een andalusiër
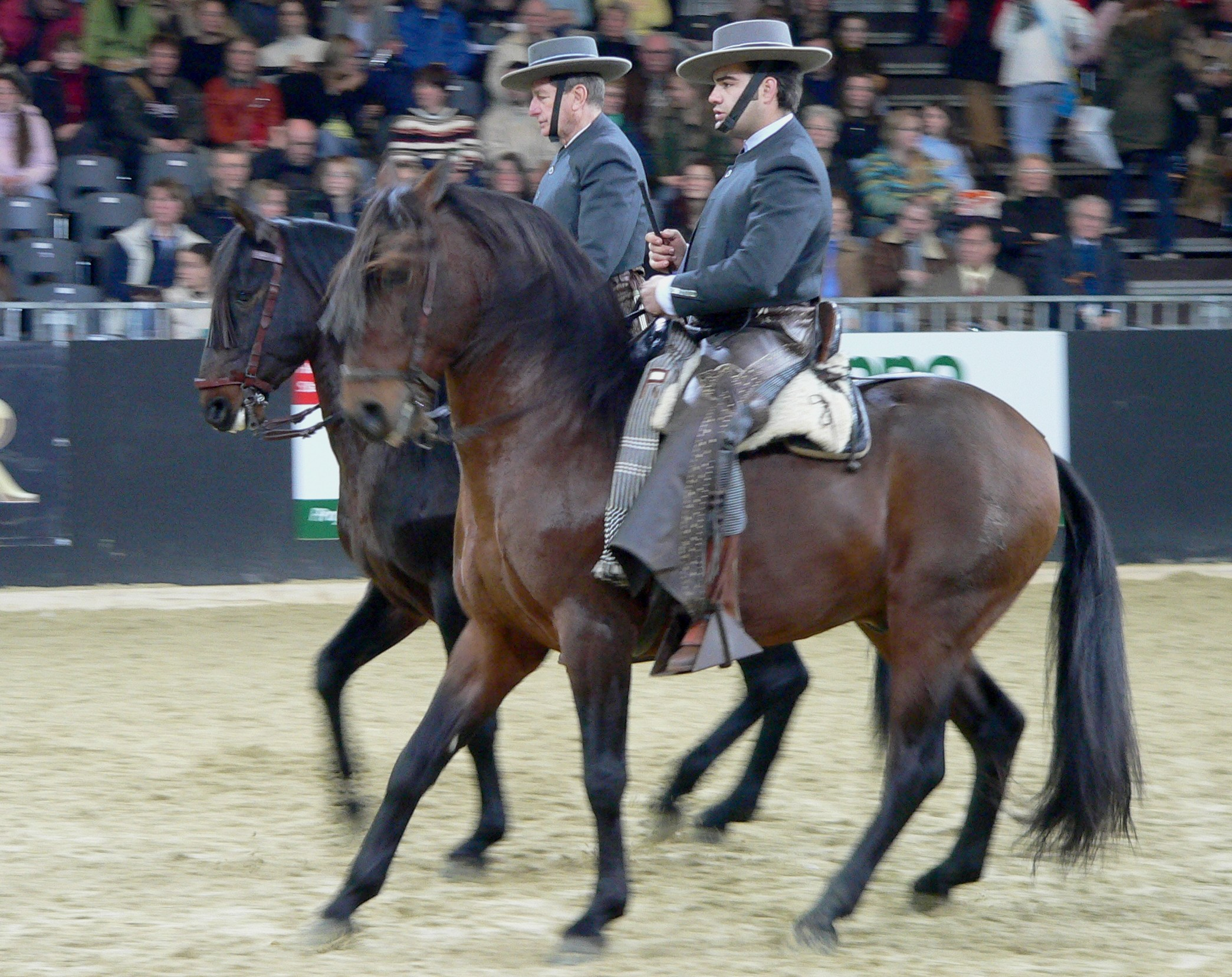
Twee bruinen, achterwaarts gaand
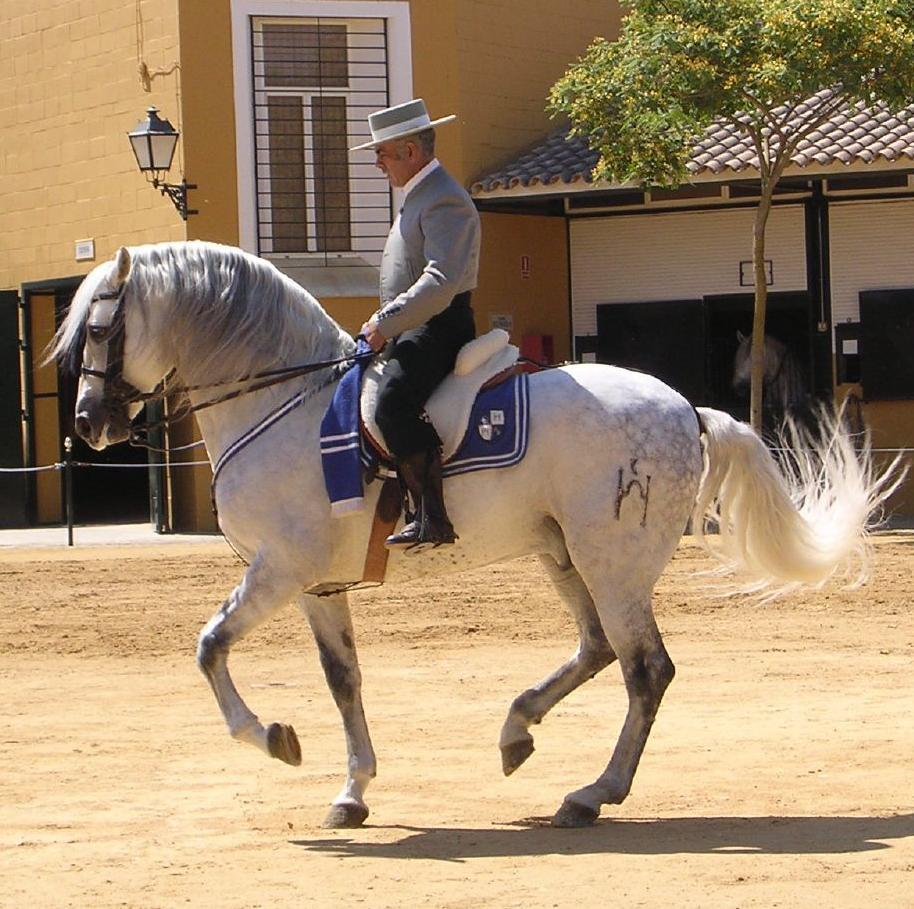
Ter vergelijking: een kartuizer in piaffe